# Гара Леу (Сучава)
Гара Леу (рум. Gara Leu) насеље је у Румунији у округу Сучава у општини Драгушени. Oпштина се налази на надморској висини од 399 m.

## Становништво
Према подацима из 2002. године у насељу је живело 31 становника, од којих су сви румунске националности.